# The Outlast Trials
The Outlast Trials – gra komputerowa z gatunku survival horror, wyprodukowana i wydana przez studio Red Barrels. Jest to trzecia część serii Outlast, stanowiąca prequel dwóch pierwszych gier i przedstawia obiekty testowe biorące udział w tajemniczym eksperymencie z czasów zimnej wojny. Gra została wydana 5 marca 2024 roku na platformie Microsoft Windows.

## Rozgrywka
Outlast Trials to gra komputerowa z gatunku survival horror, przedstawiona w widoku z perspektywy pierwszej osoby. Rozgrywka umożliwia grę zarówno w trybie kooperacyjnym dla czterech graczy, jak i solo. Gracz staje w obliczu zestawu prób których wykonanie wymaga unikania potwornych wrogów.
Gracz ma do wyboru cztery klasy postaci i drzewka umiejętności. Każda klasa ma wyjątkowe zdolności, które pozwalają graczom widzieć przez ściany, leczyć innych graczy, podkładać miny i rzucać we wrogów urządzeniem które tymczasowo ich ogłusza.
Gracz posiada gogle noktowizyjne, umożliwiające poruszanie się po słabo oświetlonych obszarach. W goglach trzeba regularnie wymieniać baterie, które można znaleźć na terenie rozgrywki. Gracze mogą podnosić różne przydatne przedmioty, takie jak leki przeciwpsychotyczne, wytrychy i przedmioty leczące. Gracz nie może bezpośrednio walczyć z wrogami, co najwyżej może ich tymczasowo ogłuszyć za pomocą określonych przedmiotów, a preferowanym sposobem na postęp w grze jest skradanie się.

## Produkcja
Outlast 3 został zapowiedziany w grudniu 2017 roku, lecz nie podano żadnych ram czasowych ani platform docelowych. Przedstawiciele studia Red Barrels poinformowali, że nie mogli w łatwy sposób dodać zawartości do pobrania dla Outlasta 2 ze względu na strukturę gry. Z tego powodu studio rozpoczęło mniejszy oddzielny projekt związany z serią Outlast, który zostanie wydany przed Outlastem 3. Producent opisał również grę jako „serial telewizyjny”. Zespół tworzący grę liczył około 40 osób.
Gra The Outlast Trials została zapowiedziana w październiku 2019 roku i nie jest bezpośrednią kontynuacją gry Outlast 2. Opowiada o testach przeprowadzanych przez Murkoff Corporation w tajemniczym zimnowojennym eksperymencie, które mają miejsce w tym samym uniwersum, co poprzednie gry z serii. Współzałożyciel studia, David Chateauneuf, powiedział, że „weryfikacja koncepcji jest już zakończona, a zespół rozpoczął prace nad grą”.
W dniu 4 grudnia 2019 r. studio Red Barrels opublikowało zwiastun gry. W sierpniu 2021 r. ogłoszono, że premiera gry została opóźniona do 2022 r. z powodu pandemii COVID-19. Na potrzeby rozrywki i zainteresowania fanów, studio Red Barrels opublikowało serię filmów zatytułowanych „Behind The Scenes” na swoim oficjalnym kanale YouTube. Zamknięta beta gry była dostępna od 28 października do 1 listopada 2022 r.. 10 marca 2023 r. ogłoszono, że gra zostanie wydana we wczesnym dostępie 18 maja.